# Estanyet de Gréixer
L'Estanyet de Gréixer o estany de Gréixer és un embassament que pertany al torrent de la Fontbona (conca del riu Gréixer, afluent del riu Bastareny). Aquesta construcció d'obra civil de titularitat privada està encabida entre dues parets de pedra flanquejada per una resclosa artificial, situada a l'enclavament de Gréixer, al terme municipal de Guardiola de Berguedà, a la comarca del Berguedà. Es troba dins del parc natural Cadí-Moixeró i és habitat per espècies amfíbies i rèptils, entre elles el tritó pirinenc i la salamandra.

## Senderisme
Hi ha diferents rutes:
- Ruta a l'Estanyet de Gréixer.[3]
- La ruta de Cavalls del vent passa pel costat.[4]
- Volta per l'Albiol.[5]